# Balanophora fungosa
Balanophora fungosa J.R.Forst. & G.Forst., 1776, è una pianta appartenente alla famiglia delle Balanophoraceae che cresce nell'Asia meridionale, nel Sud-est asiatico, in Australia e in alcune isole del Pacifico. 
È una pianta parassita che cresce sulle radici degli alberi della foresta pluviale. La struttura fiorita ha la forma di un fungo, ma in realtà è costituita da un globo ricoperto da migliaia di minuscoli fiori femminili. Il globo è circondato alla base da un numero molto più esiguo di fiori maschili. In fiore, la pianta emette un odore che ricorda quello dei topi.

## Descrizione

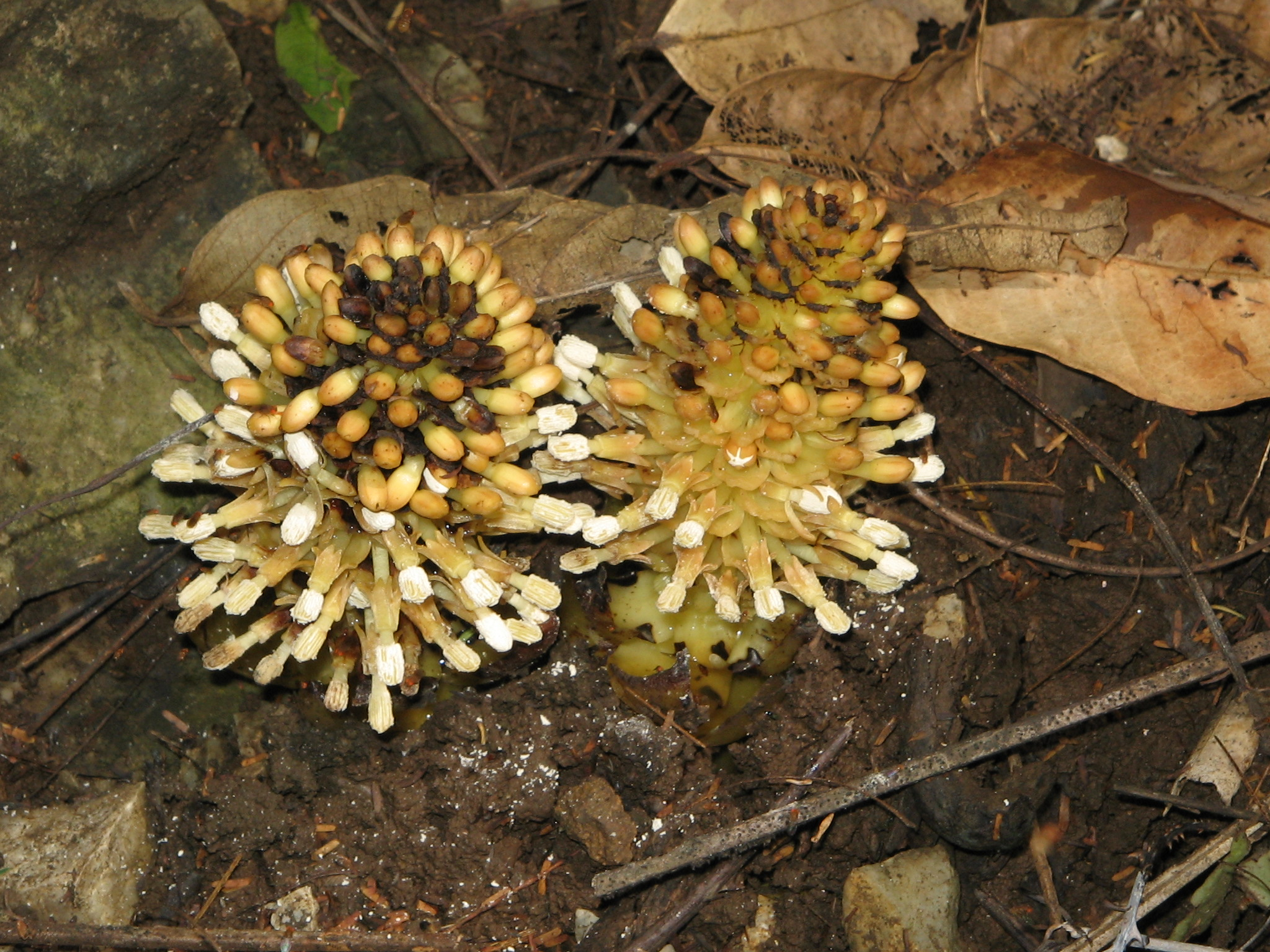
Steli maschili

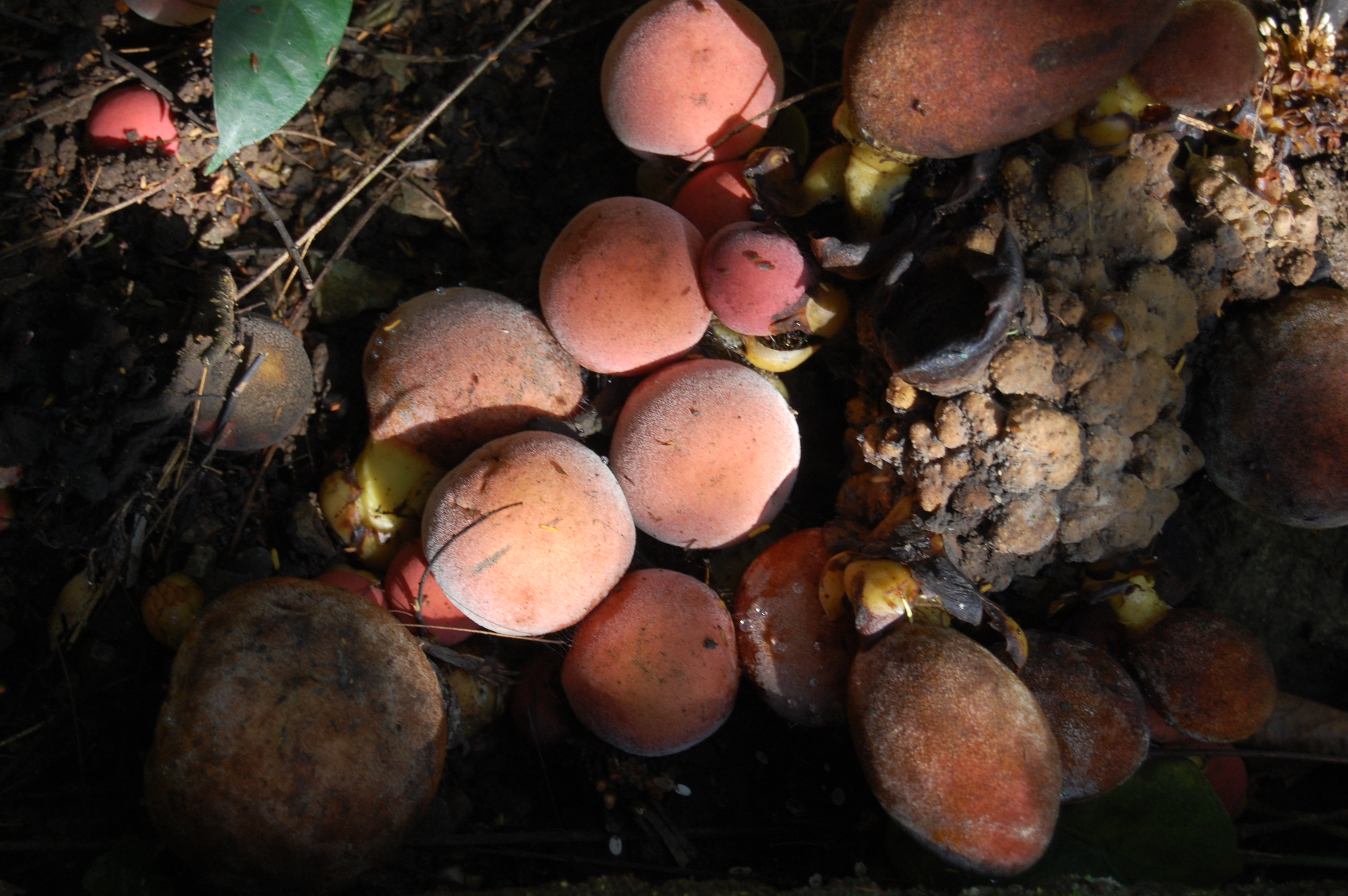
Steli femminili

Come altri membri del suo genere, B. fungosa è oloparassita e non contiene clorofilla. Le parti aeree della pianta sono costituite da un tubero duro e di forma irregolare da cui si estendono le strutture portanti i fiori. Le foglie sono squamose, di colore crema chiaro, di 8-30 mm di lunghezza, e 7-20 mm di larghezza e più o meno aderenti allo stelo.
La pianta è monoica o dioica. Quando è monoica, produce sia fiori femminili che fiori maschili. Migliaia di minuti fiori femminili ricoprono una struttura a forma di globo di 15-20 mm di diametro. Gli stili sono inferiori a 1 mm di lunghezza. Intorno alla base del globo sono disposti circa 20 fiori maschili, ciascuno di circa 3-5 mm di diametro con un peduncolo di circa 5-6 mm di lunghezza e sono ricoperti di polline bianco polveroso.

## Distribuzione e habitat
Balanophora fungosa si trova nelle foreste costiere dal livello del mare fino a 900 m di altitudine in Australia, Taiwan, Indonesia, Isole Ryukyu, Nuova Guinea, Filippine, alcune isole del Pacifico tra cui la Nuova Caledonia, India e Cambogia. In Australia si trova nel Queensland, da Noosa fino alla punta della penisola di Capo York.

## Ecologia
Dodici specie di piante appartenenti a otto famiglie ospitano Balanophora fungosa comprese alcuni di quelle nei generi Syzygium, Olea e Myrsine. La pianta è talvolta un'erba infestante nelle piantagioni di caffè e tè.
Numerosi piccoli animali visitano i fiori, tra cui formiche, collemboli, mosche, una falena della famiglia Noctuidae e persino ratti, che sembrano attratti dall'odore. Sono state osservate operaie dell'ape asiatica, Apis cerana, mentre raccoglievano il polline. Due specie di coleotteri del genere Lasiodactylus, una falena della famiglia Pyralidae e un dittero della famiglia Tipulidae utilizzano le brattee alla base dei fiori come sito di riproduzione.